# Falling Skies
Falling Skies est une série télévisée de science-fiction post-apocalyptique américaine en 52 épisodes de 42 minutes créée par Robert Rodat, produite par Steven Spielberg via Dreamworks Televisions, diffusée entre le 19 juin 2011 et le 30 août 2015 sur la chaîne TNT aux États-Unis et sur Super Channel au Canada.
En France, elle a été diffusée du 5 juillet 2011 au 8 décembre 2015 sur OCS Max, puis rediffusée depuis le 4 septembre 2012 sur TF6 ainsi que depuis le 4 octobre 2012 sur NT1 et au Québec depuis le 2 avril 2012 sur Ztélé. Elle reste inédite dans les autres pays francophones.

## Synopsis
Six mois après l'invasion de la Terre par les Esphenis, des extraterrestres, un groupe de résistants, la « 2de division (2d Massachusetts) » s'organise pour combattre les envahisseurs, avec à sa tête le colonel Weaver, secondé par Tom Mason, un ancien professeur d'histoire à l'université de Boston à la recherche de son fils.

## Distribution

### Acteurs principaux
- Noah Wyle (VF : Éric Missoffe) : Tom Mason
- Will Patton (VF : Patrick Béthune) : le capitaine puis colonel Dan Weaver
- Connor Jessup (VF : Nathanel Alimi) : Ben Mason
- Drew Roy (VF : Alexandre Gillet) : Hal Mason
- Maxim Knight (en) (VF : Valentin Cherbuy) : Matt Mason
- Colin Cunningham (VF : Boris Rehlinger) : John Pope
- Moon Bloodgood (VF : Marie Zidi) : Anne Glass
- Seychelle Gabriel (VF : Marie Tirmont) : Lourdes Delgado (principale saisons 1 à 4)
- Sarah Carter (VF : Laura Blanc) : Margaret / « Maggie »
- Peter Shinkoda (VF : Yann Guillemot) : Dai (principal saisons 1 et 2 ; invité saison 3)
- Mpho Koaho (en) (VF : Jean-Baptiste Anoumon) : Anthony
- Jessy Schram (VF : Sandra Valentin) : Karen Nadler (principale saison 1, récurrente saisons 2, 3 et 4)
- Doug Jones (VF : Jacques Feyel) : Cochise (saisons 3, 4 et 5)
- Mira Sorvino (VF : Guylène Ouvrard) : Sara (saisons 4 et 5)
- Scarlett Byrne (VF : Marie-Eugénie Maréchal) : Lexi (principale saison 4, invitée saison 5)

### Acteurs récurrents
- Bruce Gray (VF : Marc Cassot) : oncle Scott (saison 1)
- Dale Dye (VF : Frédéric Cerdal) : le colonel puis général Porter (saisons 1, 2 et 3)
- Dylan Authors (de) (VF : Thomas Sagols) : Jimmy Boland (saison 1 et 2)
- Martin Roach (en) (VF : Serge Biavan) : Mike (saison 1)
- Steven Weber (VF : Guillaume Lebon) : Dr Michael Harris (saison 1)
- Melissa Kramer : Sarah (saison 1)
- Daniyah Ysrayl (VF : Gabriel Bismuth-Bienaimé) : Rick (saisons 1 et 2)
- Ryan Robbins (VF : Fabrice Lelyon) : Tector (saisons 2, 3 et 4)
- Terry O'Quinn (VF : Michel Le Royer) : le professeur Arthur Manchester (saisons 2 et 3)
- Brad Kelly (VF : Julien Meunier) : Lyle (saisons 2, 3 et 4)
- Luciana Carro (VF : Philippa Roche) : Crazy Lee (saisons 2 et 3)
- Laci J. Mailey (VF : Leslie Lipkins) : Jeanne (saisons 2, 3 et 4)
- Matt Frewer (VF : Pierre Dourlens) : le général Bressler (saisons 2 et 3)
- Gloria Reuben (VF : Brigitte Berges) : Marina Peralta (saison 3)
- Robert Sean Leonard (VF : Guillaume Lebon) : Dr Roger Kadar (saisons 3 et 4)
- Megan Danso (VF : Alice Taurand) : Deni (saisons 3, 4 et 5)
- Treva Etienne (VF : Bruno Dubernat) : Dingaan Botha (saisons 4 et 5)
- Desiree Ross (en) (VF : Lisa Caruso) : Mira (saison 4)
- Dakota Daulby (en) (VF : Benjamin Gasquet) : Kent (saison 4)
- Matreya Scarrwener (VF : Lucille Boudonnat) : Sheila (saison 4)
- John DeSantis (VF : Olivier Rodier) : Shaq (saisons 4 et 5)
- Catalina Sandino Moreno : Isabella (saison 5)
Version française
  - Société de doublage : TVS[5],[6]
  - Direction artistique : Laurent Dattas[6]
  - Adaptation des dialogues : Rodolph Freytt et Olivier Lips[6]

 Source et légende : version française (VF) sur RS Doublage et Doublage Séries Database

## Production

### Développement
Créée par Robert Rodat, Falling Skies est produite par Steven Spielberg via Dreamworks Televisions. Robert Rodat est notamment connu pour avoir scénarisé Il faut sauver le soldat Ryan et The Patriot.
Les trois premières saisons sont chacune composées de dix épisodes de 42 minutes environ, avec un pilote de 90 minutes comprenant les épisodes 1 et 2.
Dès juin 2011, la série est programmée dans environ 75 pays.
Le 7 juillet 2011, alors que la première saison est en cours de diffusion, TNT décide de renouveler la série pour une deuxième saison de dix épisodes.
Le 11 juillet 2012, la série a été renouvelée pour une troisième saison de dix épisodes.
Le 2 juillet 2013, la série a été renouvelée pour une quatrième saison de douze épisodes.
Le 18 juillet 2014, la série a été renouvelée pour une cinquième et dernière saison de dix épisodes.

### Attribution des rôles
Le casting principal débute en juin 2009 avec Noah Wyle nommé dans le rôle principal. Il est rejoint le mois suivant par Moon Bloodgood, Jessy Schram, Seychelle Gabriel et Maxim Knight, et en août par Drew Roy et Peter Shinkoda. Sarah Carter est ajoutée en juillet 2010.
Deux nouveaux acteurs sont annoncés à la distribution pour la troisième saison : Gloria Reuben (vue dans la série Urgences) et Robert Sean Leonard (vu dans Dr House).
En octobre 2013, Mira Sorvino et Scarlett Byrne décrochent un rôle principal lors de la quatrième saison.

### Tournage
La première saison a été tournée à Hamilton et Oshawa, en Ontario, au Canada.
La deuxième saison a été tournée à Vancouver et à l'hôpital de Coquitlam, au Canada.

### Fiche technique
- Titre original et français : Falling Skies
- Création : Robert Rodat
- Réalisation : Greg Beeman et Fred Toye
- Scénario : Robert Rodat
- Direction artistique : Dennis Davenport
- Décors : Rob Gray
- Costumes : Gersha Phillips
- Photographie : Christopher Faloona
- Montage : Donn Aron et Jon Koslowsky
- Musique : Noah Sorota
- Casting : Robin D. Cook
- Production : Steven Spielberg, John Ryan, Melinda Hsu Taylor (superviseur) et Scott Scofield (associé producteur) (saison 1) ; Noah Wyle (saison 2 à 5) , Grace Gilroy (saison 2)
- Production exécutive : Steven Spielberg, Greg Beeman, Mark Verheiden, Justin Falvey, Darryl Frank, Robert Rodat, Graham Yost (saison 1) ; Steven Spielberg, Robert Rodat, Greg Beeman, Mark Verheiden, Rémi Aubuchon, Justin Falvey, Darryl Frank (saison 2)
- Société(s) de production : DreamWorks Television et Invasion Productions
- Société(s) de distribution (télévision) : TNT
- Pays d'origine :  États-Unis
- Langue originale : anglais
- Format : couleur - 1,78:1 - son stéréo
- Genre : Science-fiction
- Durée : 42 minutes

 Sauf indication contraire, les informations mentionnées dans cette section peuvent être confirmées par la base de données cinématographiques IMDb,  présente dans la section « Liens externes ».

### Diffusion internationale
- En version originale :
  -  États-Unis : à partir du 19 juin 2011 sur TNT et depuis [Quand ?] sur Netflix (les deux premières saisons) ;
  -  Allemagne,  Amérique latine : à partir du 24 juin 2011 sur TNT Serie[23], sur les chaînes TNT Latin America et Space Latin America
  -  Royaume-Uni : depuis le 5 juillet 2011 sur FX et depuis [Quand ?] sur Netflix (les deux premières saisons)
  -  Australie : depuis le 7 juillet 2011 sur Fox8
- En version française :
  -  France : depuis le 5 juillet 2011 sur OCS Max, depuis le 4 septembre 2012 sur TF6 et depuis le 4 octobre 2012 sur NT1
  -  Québec : depuis le 2 avril 2012 sur Ztélé

## Épisodes
| Saison | Nombre d'épisodes | Diffusion originale sur TNT | Diffusion originale sur TNT | Diffusion originale sur TNT |
| Saison | Nombre d'épisodes | Années                      | Début de saison             | Fin de saison               |
| ------ | ----------------- | --------------------------- | --------------------------- | --------------------------- |
| 1      | 10                | 2011                        | 19 juin 2011                | 7 août 2011                 |
| 2      | 10                | 2012                        | 17 juin 2012                | 19 août 2012                |
| 3      | 10                | 2013                        | 9 juin 2013                 | 4 août 2013                 |
| 4      | 12                | 2014                        | 22 juin 2014                | 31 août 2014                |
| 5      | 10                | 2015                        | 28 juin 2015                | 30 août 2015                |

## Univers de la série

### Personnages

#### Principaux
Thomas « Tom » Mason
Il était, avant l'attaque, professeur d'histoire à Boston. Il met ses connaissances de l'histoire de la guerre à profit dans la résistance face aux extraterrestres. Sa femme est morte lors de l'attaque des extraterrestres et son fils Ben a été enlevé par ceux-ci. Tom Mason cherche depuis à le récupérer à tout prix et à protéger ses deux fils restants (Hal et Matt) de l'ennemi. À la fin de la première saison, il décide de rejoindre les extraterrestres pour sauver son fils Ben.
Il est né à Cambridge, Massachusetts et devient le commandant en second de la 2de division.
Dans la troisième saison, il devient le président des États-Unis dont la capitale et seule ville est Charleston.
Hal Mason
Fils aîné de Tom Mason. Il a seize ans et vivait à Somerville avant l'attaque. Il fut membre de l'équipe de football de son lycée, il est combattant au côté de son père. Dans la saison 3, on découvre qu'il est paralysé des jambes et qu'il se déplace en fauteuil roulant. Il en récupérera toutefois pleinement l'usage après s'être débarrassé du mouchard et de son influence.
Ben Mason
Fils cadet de Tom Mason, enlevé dans la première saison, il joue un rôle principal dans la deuxième saison. À la suite de son enlèvement, après le retrait de son harnais, il développe des facultés extrasensorielles et suscite la méfiance des résistants. Il entretient également un rapport conflictuel avec son frère ainé Hal.
Mathew « Matt » Mason
Le plus jeune des fils de Tom Mason. Dans les deux premières saisons, il essaie de se rendre utile malgré son jeune âge. Dans la troisième saison, ayant grandi, il est plus actif et sert en tant qu'éclaireur et en tant que ravitailleur dans les forces armées de Charleston. Il fréquente de temps à autre la bande de John Pope, ce qui lui fait développer un tempérament rebelle et occasionne parfois quelques conflits avec son père.
Anne Glass
Le docteur Anne Glass est une pédiatre qui s'occupe de l'infirmerie du camp de réfugiés et aide les enfants à surmonter le traumatisme créé par l'invasion.
Elle a perdu son unique enfant, Sam, et son mari, Lee, lors de l'attaque et seuls son oncle Scott et sa tante Kate sont maintenant en vie. Son oncle organise une école, dans laquelle Matt Mason, le fils de Tom Mason, étudie.
Lors de la troisième saison, elle aura une petite fille avec Tom Mason, Alexis Mason-Glass, qui est une hybride humaine et extraterrestre.
Colonel Weaver
Il est le commandant de la 2de division. Avant l'attaque, il était engagé dans l'armée pour 8 ans et réserviste pendant 6 ans. Il a servi en Irak avec le colonel Porter et porte en permanence une casquette et une veste d'uniforme, avec un drapeau américain cousu sur la manche. Il aime beaucoup la chanson Many Rivers to Cross de Jimmy Cliff.
Il a perdu sa fille cadette dans l'invasion lorsqu'il a essayé de détacher le harnais de celle-ci, provoquant sa mort. Il a retrouvé sa deuxième fille, Jeanne, qui était avec un groupe de jeunes. Elle quittera à nouveau son père avec le groupe avec lequel elle avait été découverte. Ils se retrouvent de nouveau lorsque Weaver arrive à Charleston.
Il reste, comme John Pope et Mademoiselle Peralta, très méfiant envers les Volm à cause des cachoteries de ces derniers.
Karen Nadler
Karen est la petite amie de Hal Mason et fait partie de la 2de division. Avant l'attaque, elle était lycéenne. Elle est enlevée au cours de la première saison et implantée. Elle deviendra le porte-parole des Espheni puis, à la mort du commandant Espheni de la région, elle prendra le commandement des troupes Espheni contre les habitants de Charleston, totalement dévouée à ses ravisseurs.  Elle meurt à la fin de la saison 3 mais redevient elle-même dans les derniers instants.
Lourdes Delgado
Étudiante en première année de médecine à Wellesley avant l'attaque, elle aide maintenant Anne Glass dans son infirmerie. Ses deux parents sont morts lors de l'attaque. Très croyante, elle est attentive aux autres. Dans la troisième saison, elle devient, à cause d'un mouchard implanté dans le corps, l'espionne meurtrière des Esphenis. Elle meurt dans la saison 4.
Anthony
Anthony est un ancien policier de Boston. Il fait partie de la 2de division, d'abord dans l'équipe de Tom lors de la première saison puis dans celle de Pope lors de la deuxième saison.
Margaret « Maggie »
Elle faisait partie du groupe de John Pope. Elle décide de quitter le groupe pour intégrer la 2de division. Elle fera équipe avec Hal Mason. Elle devient la petite amie de Hal dans la saison 2. Elle a eu de nombreuses tumeurs au cerveau et a eu un enfant en prison avant l'invasion alien.
John Pope
Un ancien criminel qui, après l'invasion, dirige un groupe de hors-la-loi. Il s'avère être un excellent cuisinier. Il entrera régulièrement en conflit avec Tom Mason jusqu'à un crash d'avion qui leur fera mettre leurs différends de côté. Arrivé à Charleston, il continue à œuvrer pour le groupe des résistants humains aux côtés du groupe de mercenaires qu'il a fondé, les Berserkers. Il a également ouvert un bar où figure le Radeau de La Méduse de Géricault, cet endroit fait office de lieu de détente pour les habitants de Charleston mais également de trafics plus ou moins louches et de paris. Il reste, comme le colonel Weaver et Mademoiselle Peralta, très méfiant envers les Volms. Dans la saison 4, Pope devient le petit ami de Sara et ouvre son cœur. Mais lorsqu'elle meurt dans la saison 5 (épisode 3), il devient fou et accuse Tom. Il forme son groupe pour se venger (avec ses amis et d'autres survivants). Il renie la 2nd Division et livre un ultime combat contre elle mais finalement tout son groupe est tué dans une explosion, il survit mais au prix de blessures graves. Il meurt à la fin de la saison 5 peu après l'extinction des Esphenis faisant finalement la paix avec Tom et rejoignant Sara dans l'au-delà.

#### Récurrents
Colonel Porter
Le colonel Porter est le dirigeant des opérations de la 2de division et de la Première Armée continentale.
Avant l'invasion, il a servi dans l'armée américaine et tout particulièrement lors de la célèbre opération Tempête du désert où Weaver était sous ses ordres. Il était sous le point de prendre sa retraite juste avant l'invasion de la Terre.
Il trouve refuge à Charleston où il a pris le commandement de la Première Armée continentale.
Mike
Il est membre de la 2de division. Il est aussi père d'un des enfants qui a été capturé. Il est tué par des humains pour couvrir la fuite d'Hal et des enfants de la 2de division.
Rick
Le fils de Mike et le premier des enfants de la 2de division capturés à être débarrassé de son harnais. Toutefois, il a encore du mal à se débarrasser de l'influence des rampants et tente de revenir vers eux à de nombreuses reprises.
Jimmy
Jeune adolescent de 13 ans qui sert dans les patrouilles de la 2de division. Il a perdu ses parents lors de l'attaque et a reporté ce lien affectif vers le colonel Weaver, le considérant comme un mentor et un père. Il meurt dans l'épisode 3 de la deuxième saison, lors d'une patrouille avec Ben, peu avant que la 2de division n'arrive à Charleston.
Dr Michael Harris
Brillant chirurgien avant l'invasion, il est le médecin qui tente d'enlever les harnais d'enfants asservis, sans causer leur mort. Le Dr Harris était présent lors de la mort de la femme de Tom ; il l'a abandonnée pour sauver sa vie. Il est tué par un rampant lors d'un interrogatoire.
Jeanne
Jeanne est la fille du colonel Weaver. C'est une jeune fille intelligente et responsable.
Jeanne est séparée de sa famille après l'invasion. Elle apprend donc à se débrouiller seule. Elle se lie d'amitié avec un groupe d'enfants essayant de survivre. Elle protège avec son petit ami Diego les plus jeunes enfants.
Elle retrouve son père mais décide de repartir avec le groupe de jeunes qu'elle considère comme sa famille.
Elle retrouve à nouveau son père à Charleston mais cette fois toute seule. Son groupe a subi une attaque de rampants et ils ont donc dû se disperser et Jeanne n'a jamais retrouvé les siens. Elle décide donc de rejoindre Charleston pour tenter de retrouver son père. Très heureux, Jeanne et Weaver décident de ne plus se quitter.
Au début de la quatrième saison, lorsque le convoi est attaqué, ils sont séparés. Plus tard, il est révélé que Jeanne commence à se transformer définitivement en rampant, mais sauve son père alors que ce dernier se faisait agresser par un autre. Elle meurt peu après dans les bras de son père, mortellement blessée par son agresseur.
Cochise
Volm faisant office d'intermédiaire entre sa propre race et celle des humains. Surnommé ainsi en référence au chef apache et en contraction de son véritable nom (Cheechock il Sneetch-nitch Chatico), il est supposé être un leader de la résistance Volm contre les Esphenis. Il apparaît régulièrement dans la troisième saison puisqu'il prend part aux réunions tactiques et participe aux décisions militaires et d'infiltration. Il est régulièrement en conflit avec son père quant au sort de la race humaine, préférant les aider dans leur lutte plutôt que de s'occuper en priorité de reconquérir son monde natal.
Rampant à l'œil rouge
Le leader des rampants rebelles qui apparaît d'abord comme le gardien de Tom Mason au début de la deuxième saison. Il choisit ensuite Ben comme intermédiaire entre lui et les citoyens de Charleston pour négocier une trêve entre son groupe et les humains. Après sa mort dans un combat contre un Espheni, les rampants rebelles arboreront des marquages faciaux rouges en signe de distinction et en hommage à la cicatrice qui lui barrait l'œil.
Alexis Glass-Mason
Fille de Ann et Tom Mason. Durant sa gestation, son code ADN sera manipulé par les Esphenis ce qui lui octroie un rythme de croissance accéléré et des pouvoirs télékinésiques, ainsi que des cheveux blancs. Selon les Esphenis, elle aurait le potentiel d'une déesse vivante, plus puissante que toutes les armes dont ils disposent. Elle crée, au début de la quatrième saison, un havre de paix apparemment protégé de toute attaque Esphenis dans l'ancienne « Chinatown ». Elle est vénérée comme une guide spirituelle par les humains qui y vivent après avoir arrêté un mécha avec la foudre, sans aucune autre aide ni arme. Toutefois, Ann découvre qu'elle est en réalité manipulée par un Espheni qu'elle considère comme son père véritable. Se rendant compte petit à petit de cette manipulation dans un sinistre but, elle décide d'aider Tom Mason, son véritable géniteur, à détruire le générateur d'énergie Espheni qui se trouvait sur la Lune, éliminant au passage deux commandants Esphenis, dont son précepteur, réalisant qu'elle aimait plus Tom Mason en tant que père. Elle se sacrifie pour cela avec l'un des deux vaisseaux qu'elle et son père ont volés aux Esphenis.
Jamil Dexter
Petit ami de Lourdes Delgado lors de la deuxième saison, il est membre des Berserkers de Pope. Il est tué par des araignées aliens dans le septième épisode de la deuxième saison.

#### Extraterrestres
Ce sont des êtres venus d'ailleurs, ils ont envahi la Terre. Ils maîtrisent une technologie supérieure à celle des humains. Les résistants combattent deux sortes d'ennemis : les « rampants » (en référence à leur façon de marcher) et les « mécas », des robots guerriers. Pendant les sept premiers épisodes, nul ne sait qui sont vraiment les envahisseurs et les humains présument que ce sont les rampants avant de découvrir une nouvelle espèce…
Rampants (Skitters en VO)
Les rampants possèdent huit membres, six faisant office de jambes, les deux autres de mains, ce qui leur donne une allure arachnéenne. Ils sont grands d'environ un mètre vingt-cinq et leur tête est de forme allongée, leur peau est de couleur vert-jaune d'aspect reptilien. Ils sont très intelligents et utilisent des tactiques pseudo-militaires. Ils dorment suspendus au plafond, comme des chauve-souris.
Dans le huitième épisode, l'autopsie d'une de ces créatures révèle qu'ils possèdent, à l'intérieur de leur corps, le même type de harnais bio-mécanique que les enfants qu'ils contrôlent. Ils sont donc des esclaves comme les enfants. C'est au cours de ce même épisode que l'identité des vrais envahisseurs est révélée.
Il s'avère que les enfants « implantés », ceux qui possèdent un harnais, deviennent des rampants, après un certain temps. Dans l'épisode 8, le docteur Anne Glass émet l'hypothèse que tous les rampants sont d'anciens enfants implantés. Ce qui est confirmé dans l'épisode 10 où l'on voit des enfants en pleine transformation (peau reptilienne, agilité…). Lors de l'assaut de la centrale nucléaire dans la troisième saison, des enfants ayant presque achevé leur mutation sont découverts.
Une sous-espèce de rampants sera découverte lors de la saison deux, lorsque la 2de division fait halte dans un hôpital désaffecté. De petite taille (environ celle d'un gros rongeur), ils évoluent en essaims et peuvent se faufiler à travers les conduits d'aération, ce qui ne les empêche pas d'essayer de défoncer les portes à l'aide de leurs pattes effilées. Ils tuent leurs proies de l'intérieur, le petit ami de Lourdès en sera la première victime.
Mécas (Mechs pour « mechanics » en VO)
Les Mécas sont des robots de guerre bipèdes, mesurant près de trois mètres cinquante et leurs deux membres supérieurs font office d'armes.
Ces robots possèdent deux types d'armes : une mitrailleuse en guise de bras ainsi qu'un lance-roquette à visée laser sur l'épaule.
Ils communiquent avec les rampants par ondes radio.
Dès le début de la troisième saison, on voit apparaître des Mega-Mechs, apparemment plus puissants que les autres. D'après les Volms, il s'agit de robots déployés en priorité contre des technologies supérieures à celle des humains comme les leurs.
Espheni
Dans le huitième épisode de la première saison, une autre race d'extraterrestres apparaît, qui commande les rampants.
Ils sont bipèdes et possèdent des bras et des mains en forme de sabots. Ils ont la capacité de déployer une sorte d'os de leur bras, qui fait office de lame.
Leur taille est d'environ deux mètres cinquante. Ils sont longilignes et de couleur gris / bleu avec des reflets métalliques. Leurs traits du visage rappellent ceux d'un poisson : ils n'ont pas de cheveux, pas d'oreilles, pas de nez.
Leur nom est révélé dans le neuvième épisode de la deuxième saison.
Volms
Ils débarquent à la fin du dernier épisode de la deuxième saison et l'un d'entre eux sort de son vaisseau devant Mason et les habitants de Charleston. Il a une apparence humanoïde et une hauteur d'environ deux mètres.
Dès le début de la troisième saison, ils commencent par aider Charleston, puisque Cochise est dans la ville et participe aux décisions militaires humaines.
À la fin de cette même saison, un vaisseau Volm débarque avec le chef des Volms et conseille aux habitants de Charleston de se déplacer vers le Brésil pour y trouver un refuge et vivre en paix.
Araignées aliens (Crawlies en VO)
Les Esphenis s'en servent pour combattre les résistants. Elles ont la largeur d'une main et sont très efficaces dans leurs attaques des humains. Dans le septième épisode de la deuxième saison, elles entrent dans l'hôpital où est assiégée la 2e division et tuent Jamil Dexter, le petit ami de Lourdes. Certaines d'entre elles sont entrées à l'intérieur de son corps et en sont sorties par la bouche.

### Lieux

#### Description
L'histoire se déroulant dans le Massachusetts, le groupe de résistants se nomme la deuxième division du Massachusetts. La première saison s'ouvre sur la ville de Boston assiégée. Les résistants fuient la ville et se retranchent dans le lycée John F. Kennedy d'Acton.
Dans la deuxième saison, les résistants se dirigent vers la ville de Charleston en Caroline du Sud, où a été instauré un gouvernement provisoire (épisode 3). En route, ils trouvent refuge à l'hôpital William Harrison de Waverly en Virginie (épisodes 5 à 7).

#### Analyse
La série multiplie les références à l’histoire américaine et notamment à la guerre d'indépendance. En effet, c’est à Boston en 1775 qu’éclate le conflit qui oppose les colons américains aux forces britanniques qui se sont retranchées dans la ville
Dans l'épisode 3 de la deuxième saison, une émissaire de la ville de Charleston, qui est la nouvelle capitale du pays, est chargée de regrouper toutes les forces résistantes au nom d'un nouveau Congrès continental qui a été élu par 3 000 civils. Ce congrès s'est réuni en 1774 afin de protester contre les lois (Actes intolérables) votées par le Parlement du Royaume-Uni pour punir la colonie du Massachusetts qui avait défié la politique britannique, spécifiquement, pour la Boston Tea Party. En 1776, ce congrès devient le Congrès américain.
Le nom de famille du professeur d'histoire, Mason, fait référence à la Ligne Mason-Dixon qui séparait les États nordistes et sudistes à la fin de la guerre d'indépendance des États-Unis.
La ville de Charleston s'est révoltée en avril 1861 contre le gouvernement américain avec le bombardement de Fort Sumter : un événement qui est un des premiers épisodes violents de la guerre de Sécession.
William Harrison et John F. Kennedy sont deux des présidents des États-Unis décédés pendant leur mandat.[pertinence contestée]
Dans l'épisode 2 de la deuxième saison, lorsque Tom Mason demande à être attaché pour prévenir toute trahison, on peut y voir une référence à l'Iliade et à l'Odyssée d'Homère, lorsque Ulysse demande à être attaché au mât de son navire pour résister à l'appel des sirènes.

### Objets
Harnais
Les extraterrestres capturent les enfants - tel le fils de Tom Mason, Ben - et les contrôlent par un harnais bio-mécanique.
Le harnais génère un processus : si un enfant le porte trop longtemps, ses effets sont irréversibles : l'enfant peut alors être rappelé par les extraterrestres à n'importe quel moment et commence à se transformer en rampant. Ceux-ci sont également pourvus de ce harnais, découvert au cours de l'avant-dernier épisode de la première saison par le docteur qui se doutait de leur présence. Peu d'éléments sur la forme originale des rampants avant l'implantation de ce harnais ont été révélés.
Lors de la deuxième saison, un rampant tente de convaincre le professeur Mason que certains rampants rebelles ont réussi à se libérer de l'emprise de ce harnais. Convaincue, la deuxième division se rallie au groupe de rampants bien qu'Arthur Manchester, dirigeant de la « forteresse » d'Atlanta, accepte avec beaucoup de réserves.
Mouchards
Parasite extraterrestre biomécanique et métamorphe, implanté puis extrait de justesse à Tom Mason au début de la deuxième saison. Dans la troisième saison, on découvre que Hal se fait contrôler à travers un mouchard implanté dans son cortex cérébral mais il sera sauvé par les rampants rebelles. On découvrira plus tard que Lourdès est elle aussi sous contrôle, officiant en tant qu'espionne et assassin.
Sapeur
Arme biologique déployée par Lourdès dans les conduits d'aération de Charleston. Elle ressemble à une grosse cosse rouge luminescente qui se fixe au mur puis déploie des tentacules afin de broyer le béton et faire s'écrouler les bâtiments.
Boussole du colonel Weaver
Le colonel Weaver a donné à Jimmy une boussole. Dans l'épisode 3 de la deuxième saison, Jimmy meurt au cours d'un tour de patrouille avec Ben et par la suite Pope s'empare de cette boussole, ce qui engendre une dispute violente entre Tom et Pope. C'est finalement Jeanne, la fille du colonel, qui en héritera.
Munitions des mécas
Fondues à partir du métal d'une carcasse de méca à l'initiative de John Pope, ce sont les seules munitions capables de traverser leur épais blindage. Tom Mason utilise un lance-roquette à tête méca pour détruire un chasseur extraterrestre.

## Accueil

### Audiences

#### Aux États-Unis
Considérée comme le blockbuster télévisuel de l'été 2011, la série a réuni 5,91 millions de téléspectateurs pour ses deux premiers épisodes, ce qui est aussi la meilleure audience de la série. C'est la plus forte audience d'une série sur une chaîne câblée n'ayant pu fidéliser que 4,8 millions de téléspectateurs tout au long de la première saison.
Lors de la deuxième saison, l'audience continue de baisser (en moyenne 3,7 millions de téléspectateurs) mais reste très satisfaisante pour la chaîne TNT qui l'a reconduit pour une troisième saison.
L'épisode 3 (Badlands) de la saison 3 a enregistré la plus mauvaise audience de la série, avec 2,79 millions de téléspectateurs.
| Saison | Saison | Nombre d'épisodes | Diffusion originale sur TNT | Diffusion originale sur TNT | Année | Audience moyenne (en millions) | Audience moyenne (en millions) | Audience moyenne (en millions) |
| Saison | Saison | Nombre d'épisodes | Début de saison             | Fin de saison               | Année | Première                       | Finale                         | Moyenne                        |
| ------ | ------ | ----------------- | --------------------------- | --------------------------- | ----- | ------------------------------ | ------------------------------ | ------------------------------ |
|        | 1      | 10                | 19 juin 2011                | 7 août 2011                 | 2011  | 5,91                           | 5,54                           | 4,8                            |
|        | 2      | 10                | 17 juin 2012                | 19 août 2012                | 2012  | 4,46                           | 3,84                           | 3,7                            |
|        | 3      | 10                | 9 juin 2013                 | 4 août 2013                 | 2013  | 4,21                           | 3,74                           | 3,5                            |

### Distinctions

#### Récompenses
- 1re cérémonie des Critics' Choice Television Awards 2011 : Série la plus attendue

#### Nominations
- 2012 : 38e cérémonie des Saturn Awards : Meilleur acteur pour Noah Wyle
- Visual Effects Society Awards 2012 : Meilleurs effects spéciaux
- 2012 : 64e cérémonie des Primetime Emmy Awards : Meilleurs effets spéciaux
- 2014 : 40e cérémonie des Saturn Awards : Meilleur acteur pour Noah Wyle

## Produits dérivés

### Sorties DVD et disque Blu-ray
- Falling Skies - Intégrale de la saison 1 : 5 juin 2012 (zone 1) / 3 octobre 2012 (zone 2) ;
- Falling Skies - Intégrale de la saison 2 : 4 juin 2013 (zone 1) / 30 septembre 2013 (zone 2) ;
- Falling Skies - Intégrale de la saison 3 : 3 juin 2014 (zone 1[31]) / 5 novembre 2014 (zone 2).
- Falling Skies - Intégrale de la saison 4 : 18 novembre 2015 (zone 2).
- Falling Skies - Intégrale de la saison 5 : 14 décembre 2016 (zone 2).
- Falling Skies - Intégrale de la série : 14 décembre 2016 (zone 2).

Aux États-Unis et en France, les DVD et disques Blu-ray sont édités et distribués par Warner Home Video.

### Webcomic
TNT publie sur son site un webcomic de la série. Ce webcomic diffusé par le site de la chaîne TNT commence par l'arrivée de Tom Mason dans la 2d division. Il comporte seize chapitres de quatre planches chacun, sortant à intervalle régulier de deux semaines.
Il est écrit par Paul Tobin et illustré par Juan Ferreyra. Il a pour but de combler le fossé avec le comic de douze pages sorti à la New York Comic-Con.
Il est possible d'y voir l'organisation de celle-ci, dessinant des affiches afin de les placarder dans les ruines des villes pour recruter hommes et femmes en âge de se battre. La 2e division cherche ensuite à acquérir davantage d'armes. Les bases militaires ayant été détruites lors de l'attaque, il ne reste que peu de solutions. Tom Mason sait où en trouver. Un de ses collègues, le professeur de mathématiques Alexender Vlensa en possède.